# Bidwell Bar Bridge
Die Bidwell Bar Bridge ist eine Hängebrücke im Bundesstaat Kalifornien in den USA. Die 1855 errichtete Brücke aus der Zeit des kalifornischen Goldrausches ist das einzige Bauwerk aus den Anfängen des Hängebrückenbaus, das an der Westküste der Vereinigten Staaten erhalten geblieben ist – wenn auch nicht am originalen Standort, der vom See des Oroville-Staudamms überflutet wurde. Sie wurde deshalb 1964 abgebrochen und an anderer Stelle neu errichtet. Die Bidwell Bar Bridge wird oft als die erste Hängebrücke westlich des Mississippis bezeichnet.

## Geschichte
1848 wurde bei Sutter’s Mill Gold gefunden – der Fund, welcher den Goldrausch in Kalifornien auslöste. Bereits kurz danach wurde durch John Bidwell an der Middle Fork des Feather River ebenfalls Gold gefunden. Die Entdeckung brachte sofort Mengen von Glücksuchenden an den Fundort, wo die Goldgräberstadt Bidwell Bar entstand. Ursprünglich musste der Fluss mit einer Fähre überquert werden, bis 1851 eine erste mautpflichtige Brücke eröffnet wurde, die aber bereits im April 1852 zerstört wurde.

### Ursprüngliche Brücke

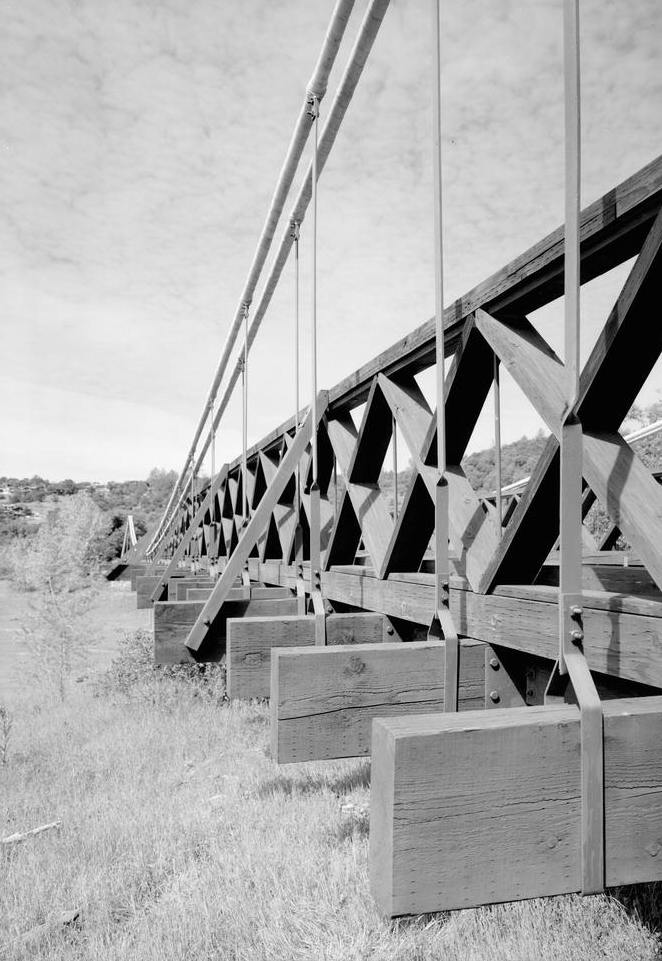
Old Bidwell Bar Bridge, Oroville, CA

1854 wurde der Bidwell Bridge Company die Bewilligung erteilt, eine Hängebrücke über den Fluss zu bauen. Die Bauarbeiten wurden durch Jones & Murray aus Sacramento ausgeführt und kosteten 34.922 $. Die meisten Teile aus Schmiede- und Gusseisen stammten aus den Starbuck Iron Works in Troy im Bundesstaat New York. Sie mussten von der Ostküste auf dem Seeweg um das Kap Hoorn nach Kalifornien gebracht werden.
Die Brücke wurde bis nach dem Zweiten Weltkrieg am ursprünglichen Standort genutzt und wurde erst 1964 abgebrochen, weil sie im aufgestauten Lake Oroville versunken wäre. Nach einer kurzen Einlagerung wurde die Brücke 1977 zusammen mit dem Mauthaus etwa 2,4 km von der Originalstelle entfernt am Ufer des Stausees bei Kelly Ridge in der Nähe eines Parkplatzes wiedererrichtet. Der Überbau wurde mit Holzpfosten unterstellt, um die Drahtseile zu entlasten. Es befindet sich nur dann noch Wasser unter der Brücke, wenn der Oroville Lake sehr voll ist, andernfalls liegt die Brücke trocken.
Die ursprüngliche Bidwell Bar Bridge ist ein California Historical Landmark und ein Historic Civil Engineering Landmark.

### Brücke von 1965
Als Ersatz für die alte Brücke wurde wenig flussaufwärts – etwa 180 m höher – eine über dem Wasserspiegel des Feather River liegende Hängebrücke gebaut. Baubeginn war 1963, die Eröffnung 1965. Der Auftrag wurde von Bethlehem Steel für 4,4 Millionen $ ausgeführt. Das Baumaterial wurde auf dem Talgrund mit einer Feldbahn zugeführt und mit einem 580 m langen Seilkran an die einzelnen Baustellen verbracht. Die Montage der Tragseile erfolgte ohne Catwalk von einer am Seilkran laufenden Gondel aus, indem immer zwei Litzen zusammen von einer Bobine abgewickelt und montiert wurden. Die Tragseile wurden vor der Montage des Versteifungsträgers vorgespannt.
Die Brücke mit einer Spannweite von 338 m lag zur Bauzeit 191 m über dem Wasserspiegel des Flusses, was sie bei der Eröffnung zur dritthöchsten Brücke der Welt machte, damals nur von der Royal Gorge Bridge und der Glen-Canyon-Brücke übertroffen. Nachdem der Stausee geflutet wurde, blieb davon allerdings nur ein kleiner Teil sichtbar. Neben der Bidwell Bar Bridge führen drei weitere hohe Brücken über den Lake Oroville: die Enterprise Bridge, die West Branch Feather River Bridge und die Canyon Creek Bridge.

## Bauwerk

### Ursprüngliche Brücke
Die erste Bidwell-Bar-Brücke wird von vier Paralleldrahtseilen getragen, die aus je 300 Drähten von 2,6 mm Durchmesser gebildet sind. Die Seile sind mit Schmiededraht umwickelt und das ganze Drahtseil mit Farbe behandelt. Die Seile waren ursprünglich an gebogenen Bronzestäben verankert, welche in Nischen der Uferfelsen einbetoniert waren. Jeder der vier Pylonen besteht aus vier gusseisernen Pfosten, die an der Basis einen Durchmesser von 50 cm haben und dort durch ein Kreuz aus gusseisernen Platten zusammengehalten werden. Der Überbau der Brücke ist aus Holz und weist einen Fahrstreifen auf.

### Brücke von 1965
Die neue hoch über dem Talgrund liegende Brücke musste an den steilen Felshängen verankert werden. Der Fahrbahnträger ist nur zwischen den Pylonen aufgehängt, während die Zufahrten als Balkenbrücken ausgeführt sind, die auf beiden Seiten in einem Bogen aus der Ebene der Tragseile heraus führen, was eine günstigere Trassierung der Zufahrten erlaubte. Der Versteifungsträger hat eine Bauhöhe von 4,2 m, die Betonpfeiler der 47 m hohen Pylone sind 55 m hoch. Jeder Pylon ist aus zwei geschweißten Kastenträgern ausgeführt, die durch vier Fachwerk-Joche miteinander verbunden sind. Jedes der beiden 42 cm dicken Tragseile besteht aus 38 geschlagenen Litzen und ist mit einem Umhüllungssystem aus GFK versehen, das erstmals bei einer Hängebrücke die bei der Brooklyn Bridge eingeführte traditionelle Umwicklung mit Stahldraht ablöste.